# Panhard & Levassor Type M
Der Panhard & Levassor Type M ist ein Rennwagen der 1900er Jahre. Hersteller war Panhard & Levassor in Frankreich.

## Beschreibung
Die Fahrzeuge haben einen von Arthur Constantin Krebs entwickelten Ottomotor. Im Motorcode „O²4M“ steht das „O“ für diesen „Centaure“ genannten Motor und die „4“ für die Anzahl der Zylinder.
Es ist ein Vierzylinder-Reihenmotor mit paarweise gegossenen Zylindern. Er hat 140 mm Bohrung, 140 mm Hub und 8621 cm³ Hubraum. Er wurde im ersten Jahr auch 50/60 CV course genannt und im zweiten Jahr 60 CV Course. Das Getriebe hat vier Gänge.
Der Radstand beträgt zwischen 277 cm und 313 cm.
Die offene Karosserie bot Platz für zwei Personen.
Zwischen August und Dezember 1902 wurden elf Fahrzeuge hergestellt und in den ersten vier Monaten 1903 noch eins. In Summe sind das zwölf Stück, von denen zwei exportiert wurden.
Etwa zur gleichen Zeit gab es mit dem Type L einen weiteren Rennwagen mit einem etwas schwächeren Motor. Nachfolger wurde der Type R mit stärkeren Motoren.